# 2. motorizirana divizija (Irak)
2. motorizirana divizija je motorizirana divizija Iraške kopenske vojske, ki spada pod okrilje Severnih sil IKV.

## Organizacija
- Štab
- 2. bataljon specialnih sil
- 2. komando bataljon
- 5. motorizirana brigada
- 6. pehotna (zračnodesantna) brigada
- 7. motorizirana brigada
- 8. motorizirana brigada
- 2. poljski artilerijski polk
- 2. poljski artilerijski polk
- 2. lokacijsko poveljstvo

- 2. bazna varnostna enota
- 2. vzdrževalna baza
- 2. motorizirani transportni polk

- 2. divizijski trenažni center